# Jędrzejów Nowy (gromada)
Jędrzejów Nowy – dawna gromada, czyli najmniejsza jednostka podziału terytorialnego Polskiej Rzeczypospolitej Ludowej w latach 1954–1972.
Gromady, z gromadzkimi radami narodowymi (GRN) jako organami władzy najniższego stopnia na wsi, funkcjonowały od reformy reorganizującej administrację wiejską przeprowadzonej jesienią 1954 do momentu ich zniesienia z dniem 1 stycznia 1973, tym samym wypierając organizację gminną w latach 1954–1972.
Gromadę Jędrzejów Nowy z siedzibą GRN w Jędrzejowie Nowym utworzono – jako jedną z 8759 gromad na obszarze Polski – w powiecie mińskim w woj. warszawskim, na mocy uchwały nr VI/10/7/54 WRN w Warszawie z dnia 5 października 1954. W skład jednostki weszły obszary dotychczasowych gromad Aleksandrów, Jędrzejów, Jędrzejów Nowy, Józefin, Leonów i Przytoka ze zniesionej gminy Jakubów w tymże powiecie. Dla gromady ustalono 13 członków gromadzkiej rady narodowej.
31 grudnia 1959 z gromady Jędrzejów Nowy wyłączono wsie Leonów i Przytoka, włączając je do gromady Kałuszyn w tymże powiecie, po czym gromadę Jędrzejów Nowy zniesiono a jej (pozostały) obszar włączono do gromady Jakubów tamże.